# Back for Good
Back for Good er en sang af den britiske popgruppe Take That. Den blev udgivet i 1995 som en single fra albummet Nobody Else og opnåede stor succes i mange lande, herunder Australien, Canada, Danmark, Tyskland, Irland, Norge, Spanien og Storbritannien, hvor den toppede hitlisterne. Sangen er en ballade og er skrevet af Gary Barlow, der også har den førende vokal på tracket.
Musikvideoen til sangen var relativt enkel, men ikonisk. Den blev skudt i sort-hvid og viser bandet gå og danse i regnen, samt bandet der optræder med sangen på et krisecenter. Musikvideoen er ofte blevet en indflydelse på bandet, når de har optrådt med sangen live, da de ofte gør brug af kunstig regn, når de udfører den.
| Musik | Spire Denne musikartikel er en spire som bør udbygges. Du er velkommen til at hjælpe Wikipedia ved at udvide den. |